# Cynorkis disperidoides
Cynorkis disperidoides är en orkidéart som beskrevs av Jean Marie Bosser. Cynorkis disperidoides ingår i släktet Cynorkis, och familjen orkidéer. Inga underarter finns listade i Catalogue of Life.